# Remigiusz Mazur-Hanaj
Remigiusz Mazur-Hanaj, właściwie Remigiusz Radosław Mazur (ur. 1966 w Pile) – muzyk, etnograf, animator kultury, publicysta. Współtwórca ruchu Domów Tańca oraz przedsięwzięć edukacyjnych i artystycznych związanych z muzyką tradycyjną, muzyką awangardową, folkiem.

## Życiorys
Aktor w niezależnym studenckim Teatrze Poga (1985-88), muzyk i autor tekstów w zespole Księżyc (1991-94, 2014-do dzisiaj). Współtworzył krąg przyjaciół wraz z kapelą Bractwo Ubogich, eksplorując niestylizowaną muzykę polskiej wsi (1992-94). Był także członkiem grup muzycznych Pies Szczeka (1999–2004) oraz Wędrowiec (2004–2009). Prowadzi również solową działalność muzyczną jako Remek Hanaj – nagrał dwa albumy „Nagrania terenowe snów” (Requiem Records 2016) oraz „Wysiadywanie góry” (Requiem Records 2018).
W 1994 współzakładał Warszawski Dom Tańca, w którym przez 16 lat aktywnie działał, a w latach 2002–2005 pełnił funkcję prezesa. Pomysłodawca i realizator kilkuset wydarzeń edukacyjno-artystyczno-naukowych, m.in. cykle potańcówek, koncertów („Jest drabina do nieba”), letnie festiwale (Tabor Domu Tańca, Tabor Lubelski, Akademia Muzyków Wędrownych).
Zrealizował także ponad 200 godzin nagrań terenowych muzyki tradycyjnej, z których część opublikował w latach 1999–2013 na kilkunastu płytach w ramach powołanej do tego celu serii wydawniczej „In crudo”. Część z tych zbiorów dostępna jest online. Ponadto jako scenarzysta współpracował przy produkcji kilkunastu filmów dokumentalnych dla TVP2, jest również autorem wielu audycji radiowych (Radio Plus, Radio Józef, Program II Polskiego Radia).
Publikował m.in. na łamach „brulionu”, „Kontekstów”, portalu MuzykaTradycyjna.pl (którego był twórcą i redaktorem naczelnym w latach 2013–2017), portalu Radiowego Centrum Kultury Ludowej. Od 2002 zasiada w jury Ogólnopolskiego Festiwalu Kapel i Śpiewaków Ludowych w Kazimierzu Dolnym. Odznaczony Złotym Krzyżem Zasługi. W 2025 otrzymał Nagrodę im. Oskara Kolberga „Za zasługi dla kultury ludowej”.